# Mogi Mirim EC
Az Mogi Mirim Esporte Clube, röviden Mogi Mirim, labdarúgócsapatát 1932. február 1-én alapították a brazíliai Mogi Mirim városában. A Paulista állami bajnokság, és az országos Série B tagja.

## Játékoskeret
2014-től
| # |     | Poszt | Név            |
| - | --- | ----- | -------------- |
|   | BRA | K     | Alex Alves     |
|   | BRA | K     | André Luiz     |
|   | BRA | K     | Mauro          |
|   | BRA | K     | Wendel         |
|   | BRA | V     | Everton Sena   |
|   | BRA | V     | Fábio Sanches  |
|   | BRA | V     | Henrique       |
|   | BRA | V     | Leonardo       |
|   | BRA | V     | Malcoon        |
|   | BRA | V     | Maurício       |
|   | BRA | V     | Valdir         |
|   | BRA | V     | Vinicíus       |
|   | BRA | V     | Wagner Silva   |
|   | BRA | KP    | Baiano         |
|   | BRA | KP    | Everton Heleno |

| # |     | Poszt | Név             |
| - | --- | ----- | --------------- |
|   | BRA | KP    | Magal           |
|   | BRA | KP    | Marlon          |
|   | BRA | KP    | Maycon          |
|   | BRA | KP    | Michel          |
|   | BRA | KP    | Moacir          |
|   | BRA | KP    | Nando           |
|   | BRA | KP    | Thomas Anderson |
|   | BRA | KP    | Vitinho         |
|   | BRA | KP    | Vitor Xavier    |
|   | BRA | CS    | Danilo Lins     |
|   | BRA | CS    | Fernando Baiano |
|   | BRA | CS    | Jô              |
|   | BRA | CS    | Morato          |
|   | BRA | CS    | Rivaldo Júnior  |